# アブー・ハニーファ・ディーナワリー
アブー・ハニーファ・ディーナワリー（Abū Ḥanīfa al-Dīnawarī; 815年頃生 – 896年頃歿）は、9世紀イスラーム圏の博学者（polymath）。アラビア語文法学者、辞典編纂者、天文学者、数学者、ムハッディス（ハディース伝承学者）である。著作は『植物の書』（Kitāb al-Nabāt）というものが有名で、この著作は中世イスラーム科学における植物学のはじまりであるとされる。

## 生涯
ディーナワリーの本名（イスム）は「アフマド」といい、父称（ナサブ）は「イブン・ダーウード・ブン・ヴァナンド」、「アブー・ハニーファ」のクンヤがあり、「アッディーナワリー」のニスバがある（Abū Ḥanīfa Aḥmad b. Dāwūd b. Vanand al-Dīnawarī）。10世紀バグダードの書籍商、アブル・ファラジ・ナディーム・ワッラークは、ディーナワリーについて、「先祖がディーナヴァル地方出身である。バスラ派とクーファ派、双方の文法学を学んだ。文法学、文献学、幾何学、代数学、天文学をおもにイブン・スィッキートとその父イスハークに学んだ。イスラーム諸学にも通じ、ハディース伝承における信頼性は高く評価されている」と記している。
ペルシア人と言われてきたが、クルド人であるとも言われ、ペルシア人を祖先に持つアラブ人というとらえ方もある。

## 著作
ナディームの書籍目録『フィフリスト』によると、16点の著作の著者がディーナワリーに帰せられている

### 数学と自然科学系
1. Kitâb al-kusuf ("Book of Solar Eclipses")[n 2]
2. Kitāb an-nabāt yufadiluh al-‘ulamā' fī ta’līfih (كتاب النبات يفضله العلماء في تأليفه), ‘Plants, valued by scholars for its composition'
3. Kitāb Al-Anwā (كتاب الانواء) 'Tempest' (weather)
4. Kitāb Al-qiblah wa'z-zawāl[n 3] (كتاب القبلة والزوال) "Book of Astral Orientations"
5. Kitāb ḥisāb ad-dūr (كتاب حساب الدور), "Arithmetic/Calculation of Cycles"
6. Kitāb ar-rud ‘alā raṣd al-Iṣbhānī (كتاب الردّ على رصدٌ الاصفهانى) Refutation of Lughdah al-Iṣbhānī[n 4]
7. Kitāb al-baḥth fī ḥusā al-Hind (كتاب البحث في حسا الهند), "Analysis of Indian Arithmetic"
8. Kitāb al-jam’ wa'l-tafrīq (كتاب الجمع والتفريق); "Book of Arithmetic/Summation and Differentiation"
9. Kitāb al-jabr wa-l-muqabila (كتاب الجبر والمقابلة), "Algebra and Equation"
10. Kitāb nuwādr al-jabr (كتاب نوادرالجبر), "Rare Forms of Algebra"

### 社会科学と人文科学系
1. Kitāb al-akhbār al-ṭiwāl (كتاب الاخبار الطوال), "General History" [n 5][11]
2. Kitāb Kabīr  (كتاب كبير) "Great Book" [in history of sciences]
3. Kitāb al-faṣāha (كتاب الفصاحة), "Book of Rhetoric"
4. Kitāb al-buldān (كتاب البلدان), "Book of Cities (Regions) (Geography)"
5. Kitāb ash-sh’ir wa-shu’arā’ (كتاب الشعر والشعراء), "Poetry and the Poets"
6. Kitāb al-Waṣāyā (كتاب الوصايا), Commandments (wills);
7. Kitāb ma yulahan fīh al’āmma (كتاب ما يلحن فيه العامّة), How the Populace Errs in Speaking;
8. Islâh al-mantiq ("Improvement of Speech")[n 6]
9. Ansâb al-Akrâd ("Ancestry of the Kurds").[n 7]

ディーナワリーの歴史書 Al-Akhbar al-Tiwal は何度も校定本が出ている (Vladimir Guirgass, 1888; Muhammad Sa'id Rafi'i, 1911; Ignace Krachkovsky, 1912; 'Abd al-Munim 'Amir & Jamal al-din Shayyal, 1960; Isam Muhammad al-Hajj 'Ali, 2001) 。しかしながら、ヨーロッパ近代語への全訳はいまだ出ておらず、 Jackson Bonner という研究者が同書におけるイスラーム期以前の部分の英語への翻訳を試みている。

## 『植物の書』
ディーナワリーの Kitāb al-Nabāt, 『植物の書』全6巻は中世イスラーム圏の植物学の嚆矢となった作品であるが、ほとんどの巻が散逸した。わずかに第3巻と第5巻のみが現代に伝わっており、第6巻の一部が後世の人の引用に基づいて再建できるにすぎない。残された部分からは、アラビア文字で sin から ya までの文字から始まる名前の植物、637 種の生育や花、果実についての記載が確認できる。
ディーナワリー以前にもイスラーム教徒が書いた植物学の著作は存在したが、そのほとんどすべてが散逸している。ディーナワリーは、シャイバーニー (d.820)、イブン・アゥラービー (d.844)、バーヒリー (d.845)、イブン・スィッキート (d.857) の書いた植物学に関する著作を長々と引用しており、そのおかげで、これら著作の内容が完全に失われることは避けられた。
『植物の書』の内容は、天文、農学、本草学、冶金学、地誌学にまで及んでいる。同書には天文・気象にかかわる学問の農業への応用について記述する部分もある。その部分は、空模様、惑星と星座、太陽と月、季節と降雨を表す月相、anwā‘ と呼ばれる、天空にあって降雨と関係すると考えられた天体について解説し、さらに、風、雷、稲光、雪、洪水、谷、川、湖、井戸など水の獲得に関係すると考えられたものに関する気象的現象について記述する。
『植物の書』には農業を語る文脈で地球についても開設する部分がある。ディーナワリーは地球を石と砂からなると考え、土壌の違いにより育ちやすい植物や作物の品質の違いについて述べ、よい土壌の条件についても述べている。